# Liart
Liart és un municipi francès situat al departament de les Ardenes i a la regió del Gran Est. L'any 2007 tenia 537 habitants.

## Demografia

### Població
El 2007 la població de fet de Liart era de 537 persones. Hi havia 216 famílies de les quals 76 eren unipersonals (32 homes vivint sols i 44 dones vivint soles), 64 parelles sense fills, 72 parelles amb fills i 4 famílies monoparentals amb fills.
La població ha evolucionat segons el següent gràfic:
Habitants censats

### Habitatges
El 2007 hi havia 265 habitatges, 228 eren l'habitatge principal de la família, 13 eren segones residències i 24 estaven desocupats. 228 eren cases i 34 eren apartaments. Dels 228 habitatges principals, 148 estaven ocupats pels seus propietaris, 71 estaven llogats i ocupats pels llogaters i 9 estaven cedits a títol gratuït; 3 tenien una cambra, 8 en tenien dues, 13 en tenien tres, 63 en tenien quatre i 141 en tenien cinc o més. 189 habitatges disposaven pel capbaix d'una plaça de pàrquing. A 123 habitatges hi havia un automòbil i a 73 n'hi havia dos o més.

### Piràmide de població
La piràmide de població per edats i sexe el 2009 era:
| Homes | Edats   | Dones |
| ----- | ------- | ----- |
| 0     | 95 o +  | 0     |
| 0     | 90 a 94 | 8     |
| 8     | 85 a 89 | 12    |
| 4     | 80 a 84 | 0     |
| 8     | 75 a 79 | 28    |
| 12    | 70 a 74 | 4     |
| 8     | 65 a 69 | 16    |
| 12    | 60 a 64 | 4     |
| 8     | 55 a 59 | 8     |
| 32    | 50 a 54 | 36    |
| 8     | 45 a 49 | 16    |
| 20    | 40 a 44 | 24    |
| 20    | 35 a 39 | 16    |
| 12    | 30 a 34 | 8     |
| 24    | 25 a 29 | 28    |
| 24    | 20 a 24 | 12    |
| 8     | 15 a 19 | 16    |
| 20    | 10 a 14 | 16    |
| 8     | 5 a 9   | 8     |
| 32    | 0 a 4   | 24    |

## Economia
El 2007 la població en edat de treballar era de 314 persones, 214 eren actives i 100 eren inactives. De les 214 persones actives 186 estaven ocupades (104 homes i 82 dones) i 28 estaven aturades (12 homes i 16 dones). De les 100 persones inactives 34 estaven jubilades, 23 estaven estudiant i 43 estaven classificades com a «altres inactius».

### Ingressos
El 2009 a Liart hi havia 226 unitats fiscals que integraven 529 persones, la mediana anual d'ingressos fiscals per persona era de 13.980 €.

### Activitats econòmiques
Dels 34 establiments que hi havia el 2007, 6 eren d'empreses extractives, 2 d'empreses alimentàries, 3 d'empreses de construcció, 10 d'empreses de comerç i reparació d'automòbils, 3 d'empreses de transport, 3 d'empreses d'hostatgeria i restauració, 1 d'una empresa financera, 1 d'una empresa de serveis, 3 d'entitats de l'administració pública i 2 d'empreses classificades com a «altres activitats de serveis».
Dels 10 establiments de servei als particulars que hi havia el 2009, 1 era una oficina de correu, 1 una oficina bancària, 2 tallers de reparació d'automòbils i de material agrícola, 1 guixaire pintor, 1 fusteria, 1 electricista, 1 perruqueria, 1 veterinari i 1 restaurant.
Dels 5 establiments comercials que hi havia el 2009, 1 era una botiga de menys de 120 m², 1 una fleca, 1 una llibreria, 1 una botiga de material de revestiment de parets i terra i 1 una joieria.
L'any 2000 a Liart hi havia 17 explotacions agrícoles que ocupaven un total de 666 hectàrees.

## Equipaments sanitaris i escolars
El 2009 hi havia 1 farmàcia i 1 ambulància.
El 2009 hi havia una escola elemental.

## Poblacions més properes
El següent diagrama mostra les poblacions més properes.